# Acidente do CV-880 da Latin Carga
O acidente do Convair CV-880 da Latin Carga ocorreu em 3 de novembro de 1980 no Aeroporto Internacional Simon Bolivar em Caracas, Venezuela.
A Latin Carga era uma companhia aérea cargueira venezuelana. A maioria das aeronaves da companhia eram pequenos turbo-hélices. No entanto, obteve dois aviões Convair CV-880 usados, incluindo o envolvido neste acidente e iniciou sua carreira comercial voando pela Delta Air Lines.
Uma tripulação de quatro pessoas decolou do Aeroporto Internacional de Bolivar para um voo de treinamento. Logo após a decolagem, o avião despencou, causando a morte de todos os 4 ocupantes.